# جون بي ويلر الثالث
جون بي ويلر الثالث (بالإنجليزية: John P. Wheeler III)‏ هو شخصية أعمال وطبيب شرعي أمريكي، ولد في 14 ديسمبر 1944 في لاريدو في الولايات المتحدة، وتوفي في 30 ديسمبر 2010 في ديلاوير في الولايات المتحدة بسبب إصابة كليلة.